# Quả bế

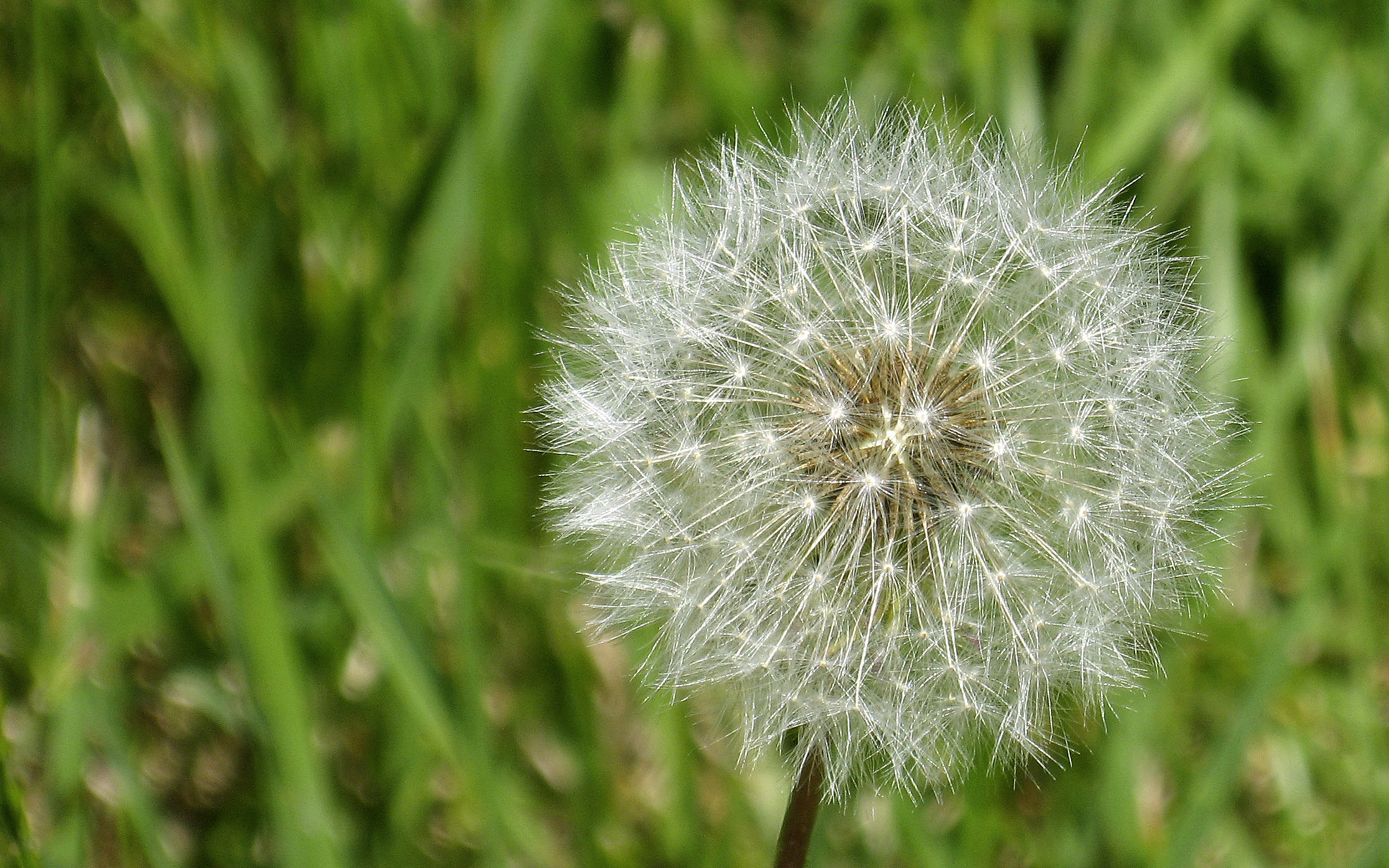
Quả bế của bồ công anh.

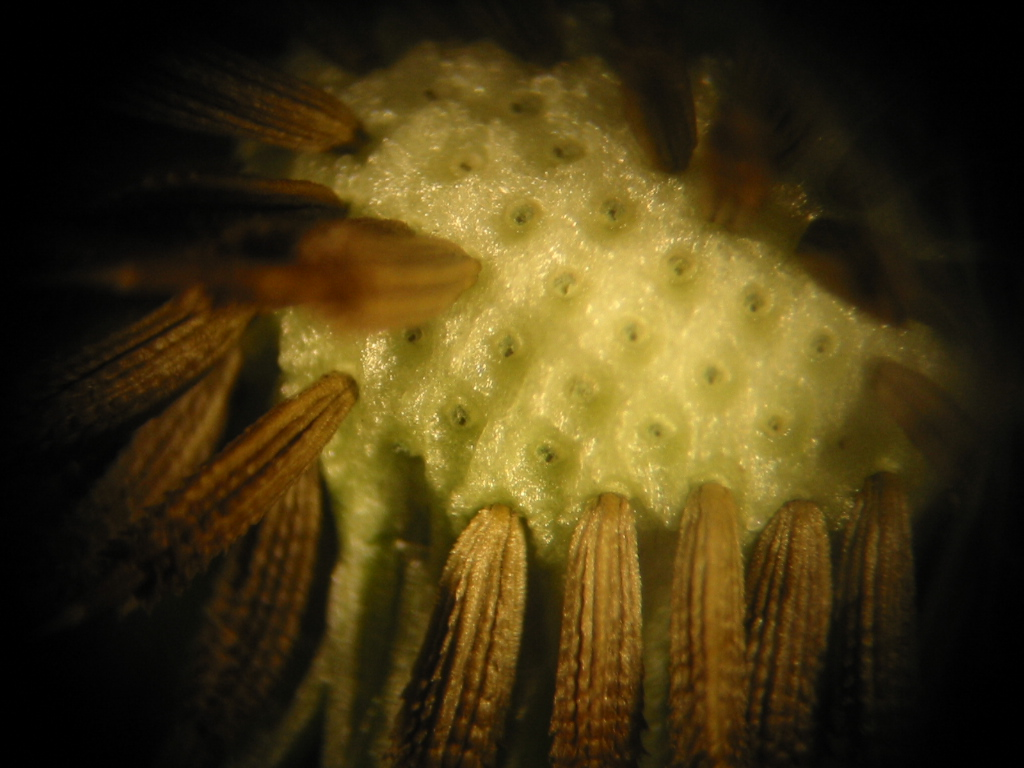
Quả bồ công anh quan sát dưới kính hiển vi cho thấy vỏ quả và các quả bế.

Các hạt bồ công anh (các quả bế) có thể đưa đi xa nhờ gió.

Quả bế là một loại quả khô đơn được sinh ra từ nhiều loài thực vật có hoa. Các quả bế là dạng "đơn lá noãn" (tạo thành từ một lá noãn) và không nứt (không mở ra khi chín). Các quả bế chứa một hạt và nó gần như lấp đầy vỏ quả, nhưng không bám chặt vào nó. Ở nhiều loài, cái mà thông thường vẫn gọi là "hạt" thì trên thực tế lại là quả bế. Các loại quả bế điển hình có quả của mao lương, kiều mạch, bồ công anh.
Theo một cách nói đơn giản hơn thì quả bế là một loại quả khô không mở do 1 hoặc nhiều lá noãn tạo thành nhưng chỉ có một ô, trong đó chứa 1 hạt, vỏ hạt riêng biệt với quả.
Các quả bế khá gần gũi với nhiều người chính là các quả tạo thành "quả" dâu tây, trong đó những cái mà người ta trông giống như là các "hạt" là các quả bế (về mặt thực vật học chúng mới là quả thật sự hay quả 'thực vật học'), trong khi cái mà người ta trông thấy như là quả (quả 'ẩm thực') thì chỉ là dạng quả giả.
Quả của các loài cói, lác đôi khi cũng được coi là quả bế do chúng có bầu nhụy phức một ngăn. Theo cùng định nghĩa trên, kiểu quả phổ biến trong họ Cúc (Asteraceae) thông thường cũng được coi là quả bế. "Hạt" hướng dương còn vỏ trên thực tế không phải là hạt thật sự, mà là quả bế. Lớp vỏ màu xám-trắng là vỏ quả.
Các loại "hạt" ngũ cốc như lúa, lúa mì của họ Hòa thảo (Poaceae), gọi là kiểu quả thóc (hay quả đĩnh) trông tương tự như quả bế, nhưng khác ở chỗ vỏ quả hợp nhất với lớp áo hạt mỏng ở trong quả.
Dạng quả bế có cánh, giống như ở các loài phong, được gọi là quả cánh (hay quả đực).
Utricle (?) là tương tự như quả bế, nhưng nó có bầu nhụy phức, chứ không phải bầu nhụy đơn. Ngoài ra, bầu nhụy quả của nó trở thành giống như một cái bọng hay bần. Kiểu quả này thấy ở một số loài như củ cải đường (Beta vulgaris) hay chút chít (Rumex spp.)
Cây hoa hồng cũng sinh ra các quả bế, chúng được bó chặt bên trong của cái gọi là "quả" (mỗi "quả" như vậy chứa vài quả bế).